# Platja d'As Figueiras
La Platja d'As Figueiras, també anomenada Platja de San Román, està situada dins de la ria de l'Eo, en el seu marge dret, propera a la bocana de la ria i al costat de la localitat d'As Figueiras en el conceyu de Castropol. És de configuració lineal, té una longitud d'uns 290 m i una amplària mitjana de 20 m. La sorra és blanca i molt fina i el seu accés és per als vianants havent de caminar uns 500 m exempts de dificultat. L'ocupació és mitjana però té un grau d'urbanització alt.
Des de la platja es veu al sud el poble de Castropol, enfront, cap a l'oest Ribadeo i al nord el Puente de los Santos. Les seves aigües són tranquil·les i el terreny descendeix suaument uns metres per baixar després més ràpidament. Per aquesta raó, en l'època estival, els estiuejants col·lapsen la platja freqüentment. Els accessos en pleamar cal passar per darrere de les drassanes, caminar uns 300 m, baixar una costa que acaba on hi ha diversos xalets però cal fixar-se que a la dreta hi ha un camí amb paviment de formigó que acaba en escala que accedeix a la platja. Durant la baixamar l'accés és molt més fàcil, ja que es pot anar caminant per la vora del mar des del moll de As Figueiras. Els únics serveis existents són unes dutxes però és un lloc idoni per relaxar-se.
És «Zona Protegida», ja que està dins de la «Reserva Natural Parcial del riu Eo».